# Josef Bradl
Josef "Sepp" Bradl (Wasserburg am Inn, 8. siječnja 1918. – Mühlbach am Hochkönig, Salzburg, Austrija. 3. ožujka 1982.) je bivši austrijski skijaš skakač, prvi pobjednik Turneje četiri skakaonice. Višestruki austrijski i nakon Anschlussa njemački prvak u skijaškim skokovima. Svjetski prvak u skijaškim skokovima na svjetskom prvenstvu u Zakopanama 1939. godine. Prvi pobjednik Turneje četiriju skakaonica 1953. godine. 1953./54. bio je treći i 1955./56. bio je drugi. Austrijska prvenstva osvajao do 1956. godine. Na Olimpijskim igrama 1936. u Garmisch-Partenkirchenu ozlijedio se na treningu i dva je tjedna proveo u Spitalu. Na dan natjecanja pustili su ga natjecati se i osvojio je 19. mjesto. Mjesec nakon igara skakao je na novosagrađenoj Bloudkovoj velikanci na slovenskoj Planici, tada najvećoj skakonici. 15. ožujka u drugoj seriji preskočio je 101,5 metar što je bio prvi skok jednog čovjeka na skijama preko 100 metara.

## Vanjske poveznice
- Josef Bradl, Međunarodni skijaški savez (eng.)
- Josef Bradl  Arhivirana inačica izvorne stranice od 1. veljače 2010. (Wayback Machine), Sports-Reference (eng.)